# Hemileius papillifer
Hemileius papillifer är en kvalsterart som först beskrevs av Newell 1957.  Hemileius papillifer ingår i släktet Hemileius och familjen Hemileiidae. Inga underarter finns listade i Catalogue of Life.